# Машанђело (Потенца)
Машанђело (итал. Masciangelo) је насеље у Италији у округу Потенца, региону Базиликата.
Према процени из 2011. у насељу је живело 21 становника. Насеље се налази на надморској висини од 821 м.